# Prevestirea
Prevestirea (în engleză The Omen) este un film de groază americano-britanic regizat de Richard Donner după un scenariu de David Seltzer. În rolurile principale au interpretat actorii Gregory Peck, Lee Remick, David Warner, Harvey Spencer Stephens, Billie Whitelaw, Patrick Troughton, Martin Benson și Leo McKern.
A fost produs de studiourile 20th Century Fox și a avut premiera la 25 septembrie 1976, fiind distribuit de 20th Century Fox. Coloana sonoră a fost compusă de Jerry Goldsmith. 
Cheltuielile de producție s-au ridicat la 2.800.000 $ și a avut încasări de 60.900.000 $.
Filmul a fost urmat de Damien: Omen II, lansat doi ani mai târziu, de Omen III: The Final Conflict, în 1981, și în 1991 de Omen IV: Deșteptarea. O refacere, a avut premiera în 2006 (Omen: Profeția).

## Distribuție
Au interpretat actorii:
- Gregory Peck - Robert Thorn
- Lee Remick - Katherine Thorn
- David Warner - Keith Jennings
- Billie Whitelaw - Mrs. Willa Baylock
- Harvey Spencer Stephens - Damien Thorn
- Patrick Troughton - Father Brennan
- Martin Benson - Father Spiletto
- Leo McKern - Carl Bugenhagen (nemenționat)
- Robert Rietti - Monk
- John Stride - The Psychiatrist
- Anthony Nicholls - Dr. Fred Becker
- Holly Palance - Nanny
- Roy Boyd - Reporter
- Freda Dowie - Nun
- Tommy Duggan - Priest
- Sheila Raynor - Mrs. Ingrid Horton
- Robert MacLeod - Horton
- Bruce Boa - Thorn's Aide 1
- Don Fellows - Thorn's Aide 2
- Patrick McAlinney - Photographer
- Betty McDowall - American Secretary
- Nicholas Campbell - Marine